# Zollverfahren
Zollverfahren nennt man die zollrechtliche Behandlung einer Warensendung bei der – auch nur vorübergehenden – Einfuhr oder Ausfuhr von Waren. Nichtunionswaren, also solche Waren, bei denen der Abgangsort der Sendung nicht im Zollgebiet der Union liegt,  müssen nach der Gestellung bei der zuständigen Zollstelle eine zollrechtliche Bestimmung erhalten. (Hierbei gibt es aber für einige EU-Gebiete Sonderregelungen, etwa für die Kanarischen Inseln.) Die Wahl des richtigen Zollverfahrens durch den Beteiligten ist entscheidend für die weitere Behandlung und den rechtlichen Status der eingeführten Waren. Ein Sonderfall unter den Zollverfahren sind das Ausfuhr- und interne Versandverfahren nach Art. 269 bzw. 227 des Zollkodex der Union. Hier werden keine Nichtunionswaren in ein Zollverfahren überführt, sondern Unionswaren.
Die drei Zollverfahren gem. Art. 5 Nr. 16 und Art. 210 des Unionszollkodex sind:
- Überführung in den zollrechtlich freien Verkehr
- Besondere Zollverfahren
- Ausfuhr

Wobei die die ersten beiden Verfahren zur Einfuhr aus einen Nicht-EU-Staat dienen.

## Überführung in den zollrechtlich freien Verkehr
Dieses Verfahren ermöglicht die freie Verfügung über die eingeführten Waren. Dieses Verfahren verleiht einer Nichtunionsware den zollrechtlichen Status einer Unionsware, sobald die Waren von der Zollstelle überlassen worden sind.
Die Überführung in den freien Verkehr besteht im Wesentlichen aus den Abschnitten:
- Abgabe einer Zollanmeldung durch den Wirtschaftsbeteiligten
- Entgegennahme und Annahme dieser Zollanmeldung durch die Zollstelle
- Überprüfung der Unterlagen und der Waren (inklusive Dokumentation) durch die Zollstelle sowie die automatisierte Berechnung der Einfuhrabgaben.
- Überlassung der Ware nach Zahlung der Einfuhrabgaben. Erst jetzt endet die zollamtliche Überwachung und der Wirtschaftsbeteiligte kann über die Waren frei verfügen.

## Besondere Zollverfahren
Bei Besonderen Zollverfahren entstehen bei ordnungsgemäßer Durchführung des Verfahrens keine Abgaben oder erst dann, wenn die Ware in den Wirtschaftskreislauf überführt wird. Dazu zählen:
- das Versandverfahren[2]
- das Zolllager-[3] und Freizonenverfahren[4]
- die Vorübergehende Verwendung und Endverwendung
- die Aktive und Passive Veredelung.

Die meisten Zollverfahren mit wirtschaftlicher Bedeutung sind gleichzeitig Nichterhebungsverfahren, d. h. es werden keine Abgaben bei ordnungsgemäßer Durchführung des Verfahrens erhoben.
Die Besonderen Zollverfahren enden immer in einem der beiden anderen Zollverfahren – mit der Überführung in den zollrechtlich freien Verkehr, oder der Ausfuhr.

## Ausfuhr
Man unterscheidet folgende Verfahren zur Ausfuhr in einen Nicht-EU-Staat:
- Endgültige Ausfuhr (Normalverfahren) als Einstufiges- oder Zweistufiges Verfahren[6] mit dem Ziel, das Unionsware dauerhaft das Unionsgebiet verlässt und deren Status sich zur Nichtunionsware ändert.
- Vorübergehende Ausfuhr[7] z. B. durch Carnets mit dem Ziel, das die Unionsware wieder zurück auf Unionsgebiet verbracht wird (z. B. Messegut, Berufsausrüstung, Fahrzeuge). Anstelle der Einfuhrabgabe wird die Hinterlegung einer Bürgschaft oder Kaution verlangt, aus der Zollforderungen bei nicht erfolgter Wiederausfuhr bedient werden.
- Wiederausfuhr[8] von Nichtunionsware die z. B. in einem Zolllager auf Unionsgebiet gelagert wird.
- Ausfuhr verbrauchsteuerpflichtiger Waren[9]